# Antoni Józef Marylski

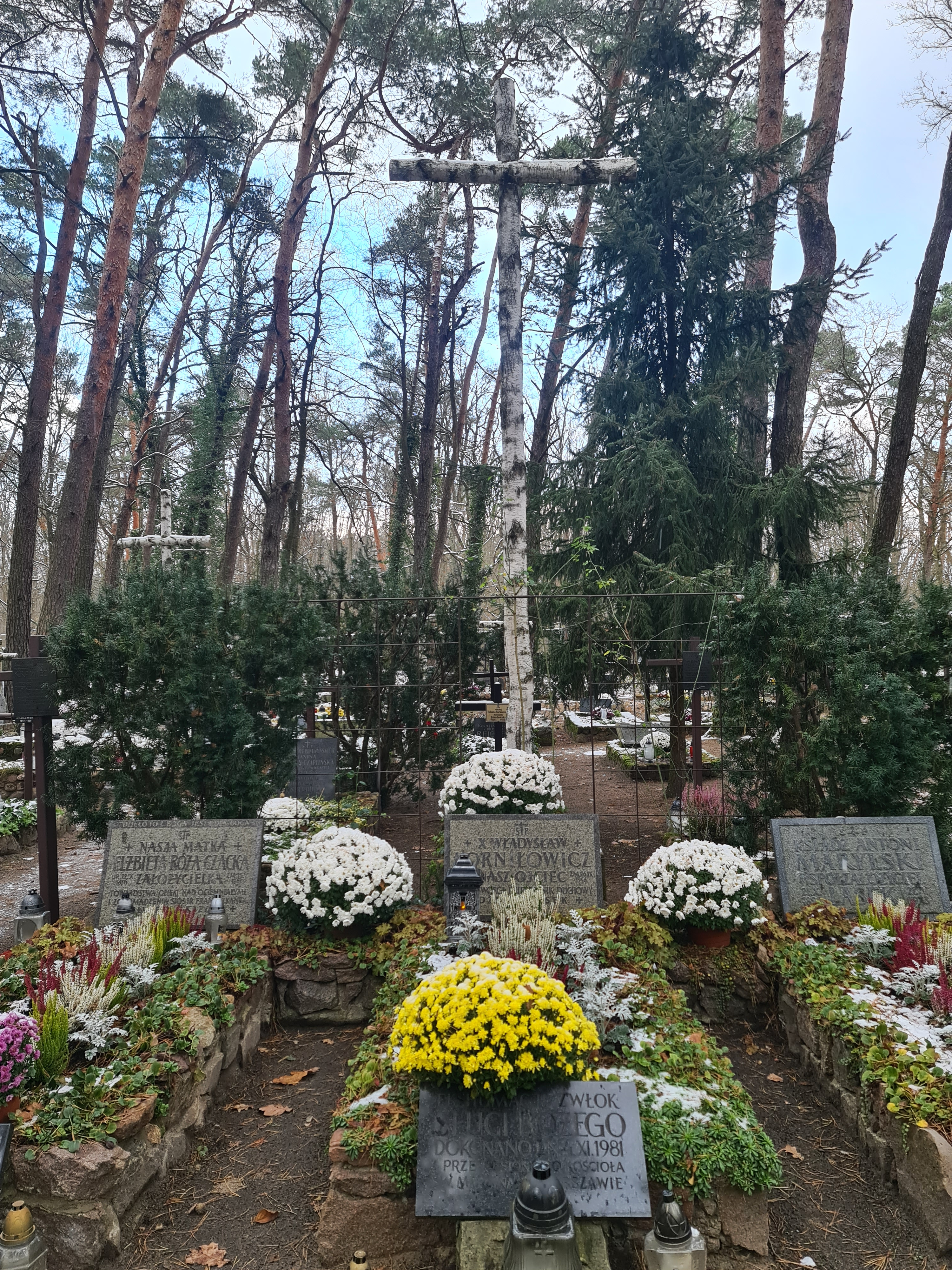
Grób założycieli ośrodka w Laskach na cmentarzu leśnym w Laskach. Po lewej stronie – symboliczny grób Ewy Czackiej, w centrum – symboliczny grób ks. Władysława Korniłowicza i po prawej stronie grób ks. Antoniego Marylskiego

Antoni Józef Marylski–Łuszczewski herbu Ostoja (ur. 21 października 1894 w Pęcicach, zm. 21 kwietnia 1973 w Laskach) – polski działacz społeczny, duchowny rzymskokatolicki.

## Życiorys
Był synem ziemianina i działacza obozu narodowego, posła Antoniego Marylskiego, którego imię nosił. Brat malarza Jan Paweł Marylskiego.  W czasie I wojny światowej był pielęgniarzem, a w 1916 wstąpił do pułku kijowskiego i został skierowany na front galicyjski, skąd przeniósł się do Petersburga, by podjąć naukę w tamtejszej Cesarskiej Szkole Kawaleryjskiej. Po wybuchu rewolucji na własną odpowiedzialność poddał opuszczoną przez władze szkołę. Następnie wstąpił do 1 Pułku Ułanów Krechowieckich. W 1918 w czasie oblężenia Bobrujska zwrócił się z prośbą do dowódcy pułku o pozwolenie na opuszczenie szeregów. Motywem podjęcia tego kroku było łamanie przykazania „nie zabijaj”, niezgodne z chrześcijańską zasadą „miłości bliźniego”. Po otrzymaniu pozwolenia na opuszczenie szeregów, mimo iż w tym okresie odszedł od Kościoła, podjął w Petersburgu działalność mającą na celu świadczenie o chrześcijańskiej miłości. Zły stan zdrowia zmusił go do przerwania misji i powrotu do Polski w 1919. Po powrocie do zdrowia, za wstawiennictwem ojca uzyskał zatrudnienie w polskim konsulacie w Paryżu i podjął studia w Szkole Nauk Politycznych i Ekonomicznych. Kolejny raz choroba przerwała jego zajęcia. Leczył się we Włoszech i na południu Francji. Na nawrócenie Antoniego Marylskiego wpłynęły kontakty z Jacques'em Maritainem, Władysławem Korniłowiczem i Matką Elżbietą Czacką. Od lipca 1922 związał się z budową osiedla Zakładu dla Niewidomych w Laskach i pracował tam przez całe życie jako administrator „Dzieła Triuno”. W latach trzydziestych podjął studia teologiczne we Fryburgu. Był współzałożycielem kwartalnika „Verbum”. W okresie okupacji niemieckiej jako członek Armii Krajowej należał do kierownictwa grupy „Zachód”, będącej jednostką Grupy „Kampinos”, która w porozumieniu z Delegaturą Rządu zajmowała się opieką moralno-patriotyczną i organizacją oporu ludności polskiej.
Po II wojnie światowej uczestniczył w odbudowie ośrodka w Laskach i w dalszym ciągu przewodniczył jako prezes Zarządowi Towarzystwa Opieki nad Ociemniałymi (1937–1950 i 1961–1973). 28 lutego 1971, na zakończenie studiów, w wieku siedemdziesięciu siedmiu lat przyjął święcenia kapłańskie. Pochowany na cmentarzu leśnym w Laskach.